# Сопер, Джордж
Джордж Альберт Сопер II (англ. George Albert Soper II, 1870, Нью-Йорк, Нью-Йорк — 17 июня 1948) — американский санитарный инженер. Известен тем, что раскрыл Мэри Маллон, также известную как «Тифозная Мэри», бессимптомную переносчицу брюшного тифа.

## Биография
Сопер был сыном Джорджа Альберта Сопера (1837–1869) и Джорджианы Лидии Бакман (ум. 1882).
Он получил степень в Политехническом институте Ренсселера в 1895 году и докторскую степень в Колумбийском университете в 1899 году. Он был описан как «майор армии США» в записи за 1907 год в Департаменте здравоохранения Нью-Йорка и был отмечен газетой Centennial Newspaper за обнаружение переносчика брюшного тифа Мэри. С 1923 по 1928 год он был управляющим директором Американского общества по борьбе с раком, которое позже сменило название на Американское онкологическое общество.
Случай Маллон раскрыли Сопер и доктор Сара Жозефина Бейкер.